# Кошко, Аркадий Францевич
Арка́дий Фра́нцевич Кошко́ (12 [24] января 1867 или январь 1867, Могилёв — 24 декабря 1928, XVI округ Парижа) — русский криминалист и сыщик. Начальник Московской сыскной полиции, позднее делопроизводитель Департамента полиции Российской империи, в эмиграции писатель-мемуарист. Статский советник.

## Биография
Родился 12 (24) января в 1867 году в городе Могилёве в семье отставного коллежского асессора Франца Казимировича Кошко и 15 января 1867 года был крещён в Могилёвском римско-католическом соборе двумя именами: Аркадий и Петр.
Потомки Аркадия Францевича утверждают, что семья Кошко была знатной и достаточно богатой. Однако архивные документы свидетельствуют о другом. В потомственном дворянстве семью Кошко утвердили лишь в 1859 году, а при подаче в 1852 году прошения на утверждение в дворянстве у Кошко не оказалось денег даже на гербовую бумагу и Дворянское собрание Могилевской губернии оплатило им расходы. Якобы родовое имение Брошка было куплено отцом Аркадия Францевича в 1863 году, но уже в 1868 году он был вынужден получать в петербургской полиции так называемую «Справку о бедности»: «дано сие Францу Кошко на основании предоставленных им документов, что он, Кошко, есть крайне бедного состояния и потому воспитывать детей собственным коштом не может и никаких к тому средств не имеет, в чём полицейское управление с приложением казённой печати свидетельствует».
Из-за отсутствия у семьи денег, Аркадий Францевич получил домашнее образование. Сдав в 1884 году экзамен на вольноопределяющегося 3-го разряда, 13 августа 1884 года он был зачислен в 5-й Пехотный Калужский полк. После года службы вольноопределяющимся, получил право на поступление в Казанское пехотное юнкерское училище, которое окончил в 1887 году в чине подпрапорщика. Вернувшись в полк, который был расквартирован в Симбирске, продолжил службу.
7 апреля 1888 года А. Ф. Кошко был произведён в первое офицерское звание подпоручика и тут же по прошению уволен со службы и зачислен в запас. 1 августа 1888 года Кошко поступил на Петербурго-Варшавскую железную дорогу: до декабря 1890 года служил конторщиком на станции Санкт-Петербург Товарная, потом помощником начальника станций Жосли, Остров и Псков, а с июня 1892 года по 1 июля 1893 года — начальником станции Александровская.
Об этих годах сам Аркадий Францевич писал, что они протекали спокойно и беззаботно, однако монотонно. Молодой отставной офицер стал думать о другой профессии, которая больше отвечала бы складу его характера и которая, по его словам, могла бы быть полезна и в мирное время. С детства он зачитывался детективными романами и понял, что истинное его призвание — криминалистика.
Фамилия раньше произносилась как Кошка, однако во время проживания семьи на территории Речи Посполитой преобразовалась в Кошко. Потомки Аркадия Францевича, проживающие во Франции, имеют фамилию де Кошко.

## Русский сыщик

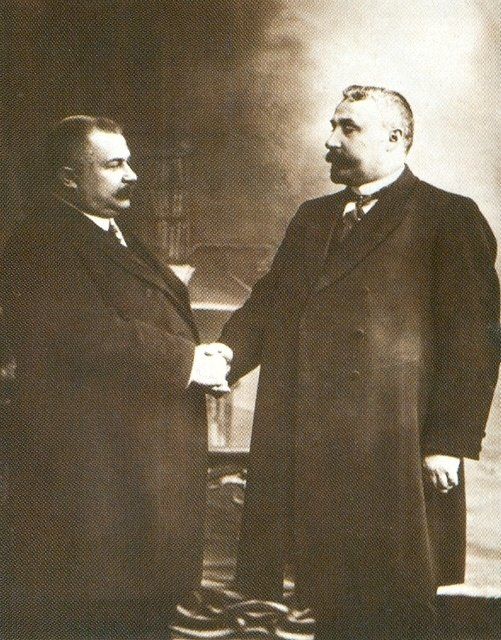
Аркадий Кошко (справа) и начальник Петербургской сыскной полиции Владимир Филиппов.

15 марта 1895 года Аркадий Францевич поступил в полицию по городу Рига на должность помощника пристава 1-го (затем 2-го) участка Митавской части. С первых же дней молодой сыщик хорошо зарекомендовал себя. Высокая раскрываемость преступлений, личная смелость, применение на практике всего лучшего, что было на то время известно европейской криминальной науке.
В связи с тем, что в Риге не было охранного отделения, его функции выполняла обычная полиция. После подавления первомайских выступлений 1899 года у пристава-заведующего сыскной частью Александра Ивановича фон Кнаута случилось психическое расстройство и он был помещен в клинику для душевнобольных, где скончался 4 июня 1899 года. На освободившуюся вакансию 20 июля был назначен губернский секретарь Аркадий Францевич Кошко.
В 1905 году им было раскрыто дело об изготовлении бомб для революционеров, за что Кошко ими был приговорен к смерти. В ночь с 23 на 24 октября они ворвались в его квартиру, но дома не застали. Коллежский асессор Кошко был вынужден покинуть Ригу. 17 января 1906 года его назначили чиновником для поручений Дворцовой полиции, 1 октября того же года — помощником начальника Сыскной полиции в Санкт-Петербурге, а в феврале 1908 года уже в чине надворного советника — начальником Московской сыскной полиции.
Большой результат давала заимствованная А. Ф. Кошко у Сыскной полиции Санкт-Петербурга новая система идентификации личности по системе французского доктора Бертильона, основанная на особой классификации антропометрических данных. Антропометрическое бюро, соединённое с фотографическим павильоном, было основано при Санкт-Петербургской сыскной полиции в 1890 году по приказу Санкт-Петербургского градоначальника от 31 мая.
Дактилоскопия в практику Сыскной полиции Санкт-Петербурга введена с 1 декабря 1907 года.
В результате применения вышеуказанных научных достижений А. Ф. Кошко, по месту своей новой службы, в Московской сыскной полиции благодаря фотографическому, антропометрическому и дактилоскопическому кабинетам создал довольно точную картотеку преступников. Московский период в жизни А. Ф. Кошко принёс ему известность и новое повышение.
В январе 1915 года Кошко был назначен делопроизводителем Департамента полиции Российской империи. С этой должности А. Ф. Кошко вышел в отставку. Высочайшим приказом по гражданскому ведомству, по ведомству Министерства внутренних дел от 12 марта 1916 года, № 18 за труды по мобилизации награждён орденом Святого Владимира 4-й степени.
На состоявшемся в 1913 году в Швейцарии Международном съезде криминалистов русская полиция была признана лучшей в мире по раскрываемости преступлений.
Одним из его сослуживцев был Курнатовский, Людвик Антонович, который после Революции продолжал работу в сыскной полиции Польской республики. О нём Аркадий Францевич вспоминал в очерке «Кража в харьковском банке».

## В эмиграции
Революция 1917 года прервала блестящую карьеру Кошко. Он вышел в отставку и уехал с семьёй в имение Подольно в Новгородской губернии в двух верстах от уездного центра Боровичи. В декабре 1917 г. в Подольно явилась комиссия из уездного центра, которая вывезла мебель. Затем имение было разорено. А. Ф. Кошко с семьёй перебрался в Боровичи, а летом 1918 г. уехал в Москву «искать службы». Устроился представителем частной аптеки, но, узнав о предстоящем своём аресте, А. Ф. Кошко вместе с сыном под видом актёра и декоратора в составе театральной труппы бежали в Киев. Позднее послал специального человека за семьей в Москву, который смог вывезти её в Киев по фальшивым паспортам. Оттуда семья Кошко переехала в Винницу, а позднее в Одессу.
7 февраля 1920 года Красная армия вступила в город, семья Кошко бежала от неё в Севастополь. При П. Н. Врангеле А. Ф. Кошко занимал какую-то должность. П. И. Руднев без ссылки на источник информации утверждает, что он возглавил уголовный розыск. Ольга, племянница А. Ф. Кошко, позднее утверждала, что её дядя устроился в «градоначальстве». После падения Перекопа А. Ф. Кошко с семьей выехали в Турцию
Небольшие накопления, которые удалось вывезти, быстро закончились, и бывшему полицейскому пришлось тяжело — требовалось кормить семью. Вместе с начальником московской охранки А. П. Мартыновым он создал своё частное детективное бюро в Константинополе, начал с советов и рекомендаций, появились заказы. Он сам выслеживал неверных мужей и жён, находил награбленное, давал ценные советы богатым, как сберечь своё имущество от воров. Постепенно дело стало приносить доход. Однако неожиданно среди российских эмигрантов прошёл слух, что Мустафа Кемаль собирается выслать всех эмигрантов из России назад к большевикам.
Кошко уехал на пароходе из Константинополя во Францию, где в 1923 году получил политическое убежище. В Париже ему долго не удавалось найти работу: в полицию не брали, на создание детективного бюро требовались деньги. С трудом удалось устроиться управляющим в магазин по торговле мехами. Он всё ещё надеялся, что строй в России изменится, ждал, что его попросят вернуться на Родину. К нему поступали предложения от англичан, которые его хорошо знали и готовы были предоставить ему ответственный пост в Скотланд-Ярде, но он отказывался принимать британское подданство, без которого работа в британской полиции была невозможна.
Скончался статский советник Кошко в Париже 24 декабря 1928 года, там же и похоронен.

## Семья
Брат Иван-Мечислав Кошко (1859—1927), государственный деятель.
Сын от первого брака Александр (1888-?) в 1898 году поступил в Симбирскую гимназию, из которой был исключен в 1907 году за пение революционных песен. Затем пошёл по стопам отца и в 1917 году служил помощником полицейского пристава первого участка Пречистенской части города Москвы. После революции остался в России, служил делопроизводителем в канцелярии Ульяновского рабфака. 26 сентября 1930 г. был арестован ОГПУ, обвинён в контрреволюционной агитации и пропаганде и тройкой при полномочном представительстве ОГПУ Средне-Волжского края 16 января 1931 г. был приговорён к трём годам лишения свободы. Полностью реабилитирован 9 августа 1956 г.
Старший сын от второго брака Иван Кошко (1891—1942) участвовал в Первой мировой войне на Восточном фронте в 1914—1915 годах, попал в плен, был обменян в 1915 году, после 1917 года в эмиграции.
Второй сын от второго брака Дмитрий Кошко (родился в 1893 году), лейб-гвардии 4-го Стрелкового Императорской Фамилии полка подпоручик , погиб в Первой мировой войне на Восточном фронте 30 сентября 1914 г..
Третий сын от второго брака Николай Кошко (1905-?) эмигрировал вместе с родителями, воевал во французской армии во Второй мировой войне.

## Память
В 2012 году в Бобруйске установлен памятник около Управления милиции.
24 декабря 2024 года в Москве у Центрального музея МВД России был открыт первый российский памятник Аркадию Кошко.

## Произведения
В последние годы жизни Кошко опубликовал в парижской газете «Иллюстрированная Россия» несколько десятков коротких и динамичных рассказов о полицейских расследованиях в дореволюционной России и Константинополе. В работе над рассказами ему помогали племянники Ольга и Борис. « Дядя приезжал и за чашкой чая начинал свой рассказ. Я с карандашом в руках записывала имена, места событий и всякие нужные подробности для изложения рассказа. После отъезда дяди мы с Борей принимались за дело. Он диктовал слышанный рассказ, я писала».
Лучшие двадцать рассказов в 1926 году были изданы в сборнике «Очерки уголовного мира царской России. Воспоминания бывшего начальника Московской сыскной полиции и заведывающего всем уголовным розыском Империи» и снискал автору громкую известность в русских эмигрантских кругах, удостоившись похвалы известного писателя А. В. Амфитеатрова.
В 1929 году, после смерти автора, наследники решили опубликовать в сборниках оставшиеся рассказы. Было анонсировано ещё три дополнительных тома, но вышло в свет только два. с общим названием: «Очерки уголовного мира царской России. Воспоминания бывшего начальника Московской сыскной полиции и заведующего всем уголовным розыском Империи».
Рассказы из неопубликованного четвёртого тома были изданы лишь в 2020 году в сборнике «Неизвестные рассказы сыщиков Ивана Путилина, Михаила Чулицкого и Аркадия Кошко» по публикациям в «Иллюстрированной России».

## Факты
- В 1995 году по рассказам Кошко был снят многосерийный фильм «Короли российского сыска». В главной роли снялся Армен Джигарханян.
- В 2004 году по мотивам рассказов Кошко Кира Муратова сняла фильм «Настройщик».
- А. Ф. Кошко неоднократно упоминается в романах Лаврова «Гений русского сыска» и «Железная хватка графа Соколова» (1995).

## Сочинения
1. Кошко А. Ф. «Очерки уголовного мира царской России. Воспоминания бывшего начальника Московской сыскной полиции и заведывающего всем уголовным розыском Империи». — Париж, 1926.
2. Кошко А. Ф. «Очерки уголовного мира царской России. Воспоминания бывшего начальника Московской сыскной полиции и заведывающего всем уголовным розыском Империи», том 2. — Париж, 1929.
3. Кошко А. Ф. «Очерки уголовного мира царской России. Воспоминания бывшего начальника Московской сыскной полиции и заведывающего всем уголовным розыском Империи», том 3. — Париж, 1929.
4. Кошко А. Ф. Очерки уголовного мира царской России. — Ростов н/Д: Издательство Ростовского университета (Мапрекон), 1990. — 192 с. — ISBN 5-7507-0463-1.
5. Кошко А. Ф. «Очерки уголовного мира царской России. Воспоминания бывшего начальника Московской сыскной полиции и заведывающего всем уголовным розыском Империи». В 3-х томах. — М., 1992.
6. Кошко А. Ф. «Среди убийц и грабителей: Воспоминания бывшего начальника Московской сыскной полиции» — М.: ТЕРРА, «Книжная лавка — РТР», 1997. — ISBN 5-300-01187-8.
7. Библиотека серии «Повседневная жизнь петербургской сыскной полиции» Неизвестные рассказы сыщиков Ивана Путилина, Михаила Чулицкого и Аркадия Кошко.— М.: ЛИТРЕС, 2020. Свечин Н., Введенский В. В., Погонин И.